# Distretto di Nippes
Il distretto di Nippes è il quinto distretto urbano (Stadtbezirk) di Colonia.

## Suddivisione amministrativa
Il distretto urbano di Nippes è diviso in 7 quartieri (Stadtteil):
| #                                                 | Quartiere       | Popolazione (2009) | Superficie (km²) | Densità | mappa               |
| ------------------------------------------------- | --------------- | ------------------ | ---------------- | ------- | ------------------- |
| 501                                               | Nippes          | 33948              | 2.99             | 11351   | Quartieri di Nippes |
| 502                                               | Mauenheim       | 5641               | 0.49             | 11543   | Quartieri di Nippes |
| 503                                               | Riehl           | 11173              | 2.39             | 4674    | Quartieri di Nippes |
| 504                                               | Niehl           | 18249              | 12.1             | 1512    | Quartieri di Nippes |
| 505                                               | Weidenpesch     | 13566              | 3.91             | 3469    | Quartieri di Nippes |
| 506                                               | Longerich       | 13536              | 6.14             | 2203    | Quartieri di Nippes |
| 507                                               | Bilderstöckchen | 15028              | 3.76             | 3992    | Quartieri di Nippes |
| source: Die Kölner Stadtteile in Zahlen 2010 (DE) |                 |                    |                  |         |                     |